# World Beer Cup

Beer World Cup logo

Der World Beer Cup ist nach eigenen Angaben der größte Bierwettbewerb der Welt. Er wird alle zwei Jahre von der Association of Brewers, dem Zusammenschluss der kleinen und mittleren Brauereien in den Vereinigten Staaten ausgerichtet.
Am ersten Wettbewerb im Jahr 1996 in Vail (Colorado) nahmen 600 Biere von 250 Brauereien teil. Im Jahr 2016 beteiligten sich 1907  Brauereien aus 55 Ländern mit insgesamt 6.596 Bieren. Die Preise werden aktuell in 96 Einzelkategorien vergeben und die Gewinner (je Kategorie) mit einer Gold-, Silber- oder Bronze-Medaille ausgezeichnet. 

Sofern in einer Kategorie bestimmte Mindeststandards nicht erreicht werden, werden ggf. auch keine Medaillen oder zum Beispiel keine Goldmedaille verliehen.